# 李蜀
李蜀是北宋初期位於中国四川地区的一个短暫政权，从994年1月—5月，该政权仅维系了5个月。

## 第一代領導
淳化四年（993年）二月，青城县（今都江堰市西部）茶农王小波提出“均贫富”的口号，宣稱“吾疾贫富不均，今为汝均之”，发动起义。同年十二月他牺牲后，起义军由其妻弟李顺领导，继续战斗。

## 李順建國
李顺率领起义军从江原出发，继续战斗，攻克蜀州。又克邛州，杀死知州、通判等官吏，都巡检使郭允能逃到新津。起义军在新津猛攻官军，打死郭允能，占领新津县。然后分兵两路，一路迂回攻克双流、温江、郫县和永康军（今四川灌县）；一路由李顺率主力攻成都，在成都西郭门失利，转而攻克汉州（今四川广汉）、彭州（今四川彭县）。这时起义军已壮大到数十万人。
起义爆发后，宋太宗将知成都府吴元载革职，派郭载代之。郭载与西川转运使樊知古、成都十州都巡检使郭延濬等加强成都府的防御；梓、遂十二州都巡检使卢斌也自梓州（今四川三台）率兵赴援。淳化五年（994年）正月，起义军猛攻成都，大败官军，郭载等逃走，卢斌退回梓州。淳化五年（994年）正月十六日，攻克成都府。
起义军在成都建立大蜀政权，李顺为大蜀王，年号应运，以吴蕴为中书令，计词、吴文赏为枢密使，又派兵四出，攻占州县，北到剑州（今四川剑阁），东到夔峡，控制了川峡大部分地区。秦陇地区赵包等数千人和峡路数千漕卒也准备响应。

## 北宋剿滅
宋太宗急令王继恩为西川招安使，统军从剑门入川；又增派雷有终、裴庄、尹元等率兵自湖北入夔门，进行镇压，并一再下诏招抚，命张咏知成都府，伺机入川。王继恩分兵两路，扑向剑州、阆州（今四川苍溪东南）。这时，起义军战线长，兵力分散，又将主力长期围攻梓州，另一部胶着在眉州（今四川眉山）城外。四月，王继恩军破剑州、绵州（今四川绵阳）、阆州、巴州（今四川巴中）；东路官军亦进入夔门，攻战于涪江流域。
王继恩率军猛攻成都。十多万起义军撄城拒守，展开激战。淳化五年（994年）五月六日，成都失陷，计词、吴文赏等十二名起义军首领被俘，后在凤翔府（今陕西凤翔）就义。李顺于城破时被杀害（一说李顺撤出成都，辗转到广州，三十年后，在广州遇害）。淳化五年（994年）九月，张咏到任，协同王继恩镇压起义军。

### 餘緒
成都失陷后，起义军仍在各地战斗，陵州（今四川仁寿）、阆州、蓬州（今四川仪陇东南）、合州（今四川合川）都有激战。起義軍餘部张余率领一万余战士，沿长江东下，连克嘉（今四川乐山）、戎（今四川宜宾东）、泸、渝（今重庆）、涪（今四川涪陵）、忠（今四川忠县）、万（今四川万县）、开（今四川开县）八州和云安军（今四川云阳），队伍扩至十余万人。乘胜攻夔州（今四川奉节白帝城），并派兵攻施州（今湖北恩施）。
宋廷增派峡路都大巡检白继赟率精兵入夔门。五月下旬，张余在夔州西津口迎击官军，腹背受敌，失利，两万多战士牺牲，舟船损失千余艘。张余率军西退。淳化五年（994年）十一月，中書令吴蕴在眉州牺牲。十二月，大蜀政权知嘉州王文操叛降。
王文操投降，张余在嘉州失陷時被捕，至道元年（995年）二月在嘉州就义。
至道二年（996年）五月，李顺余部王鸬鹚在邛蜀山区称邛南王，攻打邛州、蜀州，不久亦告失败。

## 動亂時長
以李順稱王至敗死時計，李蜀政權存在了5個月；以李順稱王至李蜀餘部盡滅，則計有1年5個月。
自王小波起義（淳化四年，993年二月）至李蜀餘部盡滅（至道二年，996年五月），起義軍共活躍了2年3個月。